# نينوسلاف ميلينكوفيتش
نينوسلاف ميلينكوفيتش بالسيريلية الصربية: Нинослав Миленковић; مواليد 31 ديسمبر 1977 في مدينة سوبوتيتسا، جمهورية يوغوسلافيا الاتحادية الاشتراكية، هو لاعب كرة قدم بوسني. يلعب كمدافع. مثّل منتخب البوسنة والهرسك لكرة القدم.

## المسيرة الاحترافية

### أندية لعب لها
- ملادوست لوتشاني
- بي36 توشهافن
- دينامو دريسدن
- هايدوك كولا
- ليرس
- بيرسخوت إيه سي
- نادي سينت ترويدن
- نادي ساراييفو

## مسيرته مع الأندية
على مستوى الأندية، وقبل أن ينتقل إلى الصين، كان نشطا مع نادي ملادوست لوتشاني وهايدوك كولا في صربيا، وبي36 توشهافن في جزر فارو، ونادي سينت ترويدن وبيرسخوت إيه سي وليرس في الدوري البلجيكي الممتاز، وليوتار تريبينيي ونادي ساراييفو في دوري البوسنة والهرسك الممتاز، ودينامو دريسدن في ألمانيا، ونادي بانسيرياكوس في اليونان ونادي إينوسيس نيون باراليمني في قبرص.
انتقل إلى نادي كينغداو جونون الصيني في تموز / يوليه 2010.

## المسيرة الدولية
لعب 7 مباريات من أصل 10 في تصفيات كأس العالم لعام 2006.
وقد استدعي من قبل المدرب ميروسلاف بلاجيفيتش للانضمام إلى المنتخب الوطني في مباراة فاصلة ضد منتخب البرتغال يوم 14 نوفمبر 18 2009.

## وصلات خارجية
- نينوسلاف ميلينكوفيتش على موقع قاعدة بيانات كرة القدم.إي يو (الإنجليزية)
- نينوسلاف ميلينكوفيتش على موقع ناشيونال فوتبول تيمز (الإنجليزية)
- نينوسلاف ميلينكوفيتش على موقع Soccerbase.com (لاعب) (الإنجليزية)
- نينوسلاف ميلينكوفيتش على موقع Soccerway.com (الإنجليزية)
- نينوسلاف ميلينكوفيتش على موقع عالم كرة القدم.نت (الإنجليزية)